# Растовац, Милан
Милан Растовац (серб. Милан Растовац / Milan Rastovac, родился 6 марта 1979) — сербский регбист, восьмой номер клуба «Рад» (ранее известного как «Победник») и сборной Сербии по регби. Рекордсмен национальной сборной по количеству проведённых игр — 45.
В 2022 году как тренер привёл регбийный клуб «Рад» к победе в чемпионате Сербии, которая стала 11-й в его истории.